# Maniquerville
Maniquerville ist eine französische Gemeinde mit 420 Einwohnern (Stand 1. Januar 2022) im Département Seine-Maritime in der Region Normandie. Sie gehört zum Kanton Fécamp im Arrondissement Le Havre.

## Geographie
Die Gemeinde befindet sich etwa fünf Kilometer südöstlich der Alabasterküste des Ärmelkanals und ungefähr sechs Kilometer südlich der Stadt Fécamp, dem Hauptort des Kantons Fécamp.
Umgeben wird Maniquerville von den Nachbargemeinden Épreville im Osten, Auberville-la-Renault im Südosten, Fongueusemare im Südwesten, Gerville im Westen und Froberville im Norden.
Die Départementsstraße D11 führt durch das Gemeindegebiet.

## Sehenswürdigkeiten
- Château de Maniquerville. An der Stelle des im Jahr 2000 durch einen Brand zerstörten Schlosses aus dem 18. Jahrhundert[1] entstand bis 2008 ein Neubau mit Rekonstruktion der Fassade. Das Gebäude wird seit 2009 als Hotel genutzt. Der Schlosspark ist der Öffentlichkeit zugänglich.